# جولای بنرمن
جولای بنرمن (نام علمی: Ploceus bannermani) نام یک گونه از سرده جولاها است.